# Fontaines-les-Sèches
 Fontaines-les-Sèches  là một xã ở tỉnh Côte-d’Or trong vùng Bourgogne-Franche-Comté, phía đông nước Pháp. Xã Fontaines-les-Sèches nằm ở khu vực có độ cao trung bình 276 mét trên mực nước biển.